# Ribbesford
Ribbesford est un village et une paroisse civile dans le distric du Wyre Forest dans le Worcestershire, en Angleterre. Lors du recensement de 2001, le village comptait 237 habitants.
Les Lieux notables de la ville sont l'église de Saint-Léonard, un bâtiment classé Grade I  ainsi que le Ribbesford House, un bâtiment classé Grade II*.

## Histoire
Ribbesford était dans la division inférieure du Doddingtree (en).

Le manoir du village servit de base pour l'École des cadets de la France libre entre mai 1942 et juin 1944.

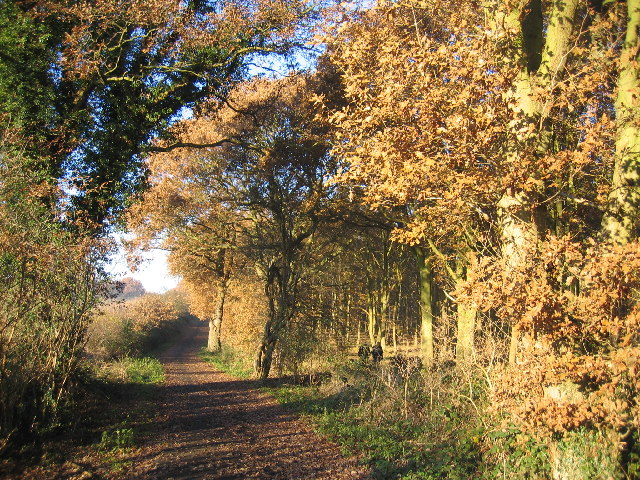
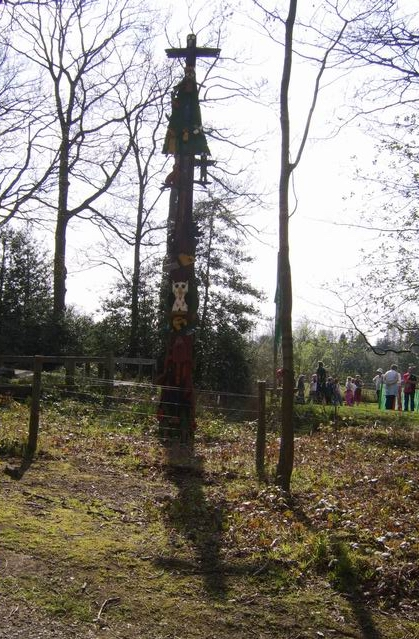
Mat totémique,Forêt de Wyre
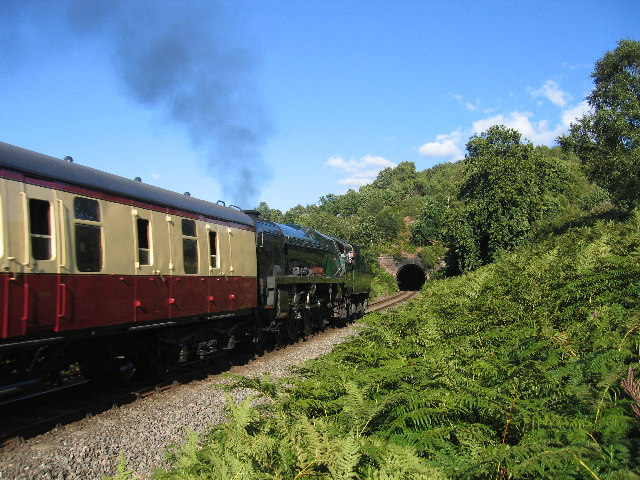
Tunnelde Bewdley